# 158472 Tiffanyfinley
158472 Tiffanyfinley este o planetă minoră (asteroid) din centura de asteroizi. A fost descoperită pe 8 februarie 2002 la Observatorul Național Kitt Peak de Marc Buie⁠(d). 
Obiectul prezintă o orbită caracterizată de o semiaxă mare de 2,6240237888987 UAi, o excentricitate de 0,11, o înclinație de 3,1 ° în raport cu ecliptica.